# Свенссон, Бо
Бо Свенссон (дат. Bo Svensson; род. 4 августа 1979, Скёрпинг, Северная Ютландия) — датский футбольный тренер и футболист. Провёл три игры за национальную сборную Дании.

## Клубная карьера

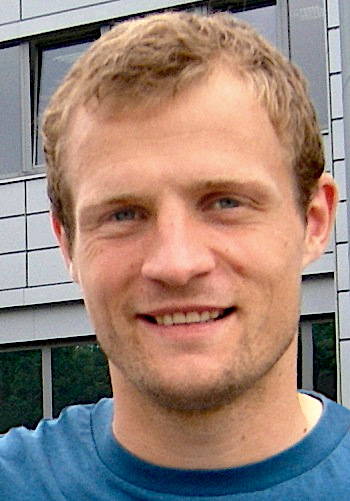
Свенссон в 2006 году

### «Копенгаген»
Футболом начал заниматься в академии копенгагенской команды КБ, на тот момент являвшейся фарм-клубом «Копенгагена». В основной команде дебютировал в сентябре 1999 года под руководством тренера Кима Бринка.
В составе команды стал чемпионом Дании в 2001 и 2003 годах. После завершения карьеры Петера Нильсена стал капитаном команды. В 2004 году, будучи капитаном, оформил золотой дубль, выиграв чемпионат и кубок страны. В сезоне 2004/05 команда не смогла защитить титул, но выиграла первую Королевскую лигу. Летом 2005 года главный тренер Ханс Бакке лишил Свенссона капитанской повязки, отдав её игроку сборной Швеции Тобиасу Линдероту. Контракт Свенссона заканчивался летом 2006 года, и игрок покинул клуб зимой, не дожидаясь его истечения. Суммарно отыграл за «Копенгаген» 150 матчей в период с 1999 по 2006 год, забив 4 гола.

### «Боруссия» (Мёнхенгладбах)
В январе 2006 года подписал контракт с мёнхенгладбахской «Боруссией». В команде под руководством Юппа Хайнкеса, а затем — Йоса Лухукая играл нерегулярно. Выступал за клуб до лета 2007 года, сумев отличиться двумя голами в 32 матчах. Летом 2007 года после вылета из Бундеслиги воспользовался опцией в контракте и покинул клуб из-за нежелания играть во Второй Бундеслиге.

### «Майнц 05»
Несмотря на нежелание играть во Второй Бундеслиге, подписал контракт с другим клубом Второй Бундеслиги, «Майнцем 05». По собственному признанию, на его выбор повлиял личный разговор с Юргеном Клоппом, уговорившим игрока подписать контракт с командой и не возвращаться в Данию.
В сезоне 2007/08 из-за травмы ахиллового сухожилия потерял место в стартовом составе в пользу Невена Суботича. В 2009 году помог клубу вернуться в Бундеслигу. Кроме игры на позиции центрального защитника также использовался в качестве опорного полузащитника.
Летом 2014 года объявил о завершении карьеры. За «Майнц 05» сыграл 109 игр и забил один гол.

## Карьера в сборной
Дебютировал за сборную Дании 27 мая 2006 года в матче против Парагвая. 20 марта 2011 года, спустя пять лет, был снова вызван в сборную на матч отборочного турнира чемпионата Европы 2012 против Норвегии 26 марта 2011 года и товарищеский матч против Словакии 30 марта 2011 года. Сыграл в обоих матчах и был частью расширенного состава сборной, но больше в матчах участия не принимал.

## Тренерская карьера

### Начало карьеры
В «Майнце 05» вошёл в штаб своего соотечественника Каспера Юльманна в мае 2014 года. С середины февраля 2015 года по конец сезона 2014/15 был ассистентом следующего главного тренера Мартина Шмидта.
Начиная с сезона 2015/16 стал тренером команды «Майнца 05» до 16 лет, а уже во время зимней паузы начал работать с командой до 17 лет. С этой командой он занял девятое место в дивизионе «Юг/Юго-Запад» юношеского чемпионата Германии, а в сезоне 2016/17 — четвёртое место. В сезоне 2017/18 возглавил команду до 19 лет, параллельно обучаясь на тренерскую лицензию в Дании. С командой занял четвёртое место в Бундеслиге среди юношей до 19 лет. В следующем сезоне занял второе место, уступив победу в дивизионе «Штутгарту».

### «Лиферинг»

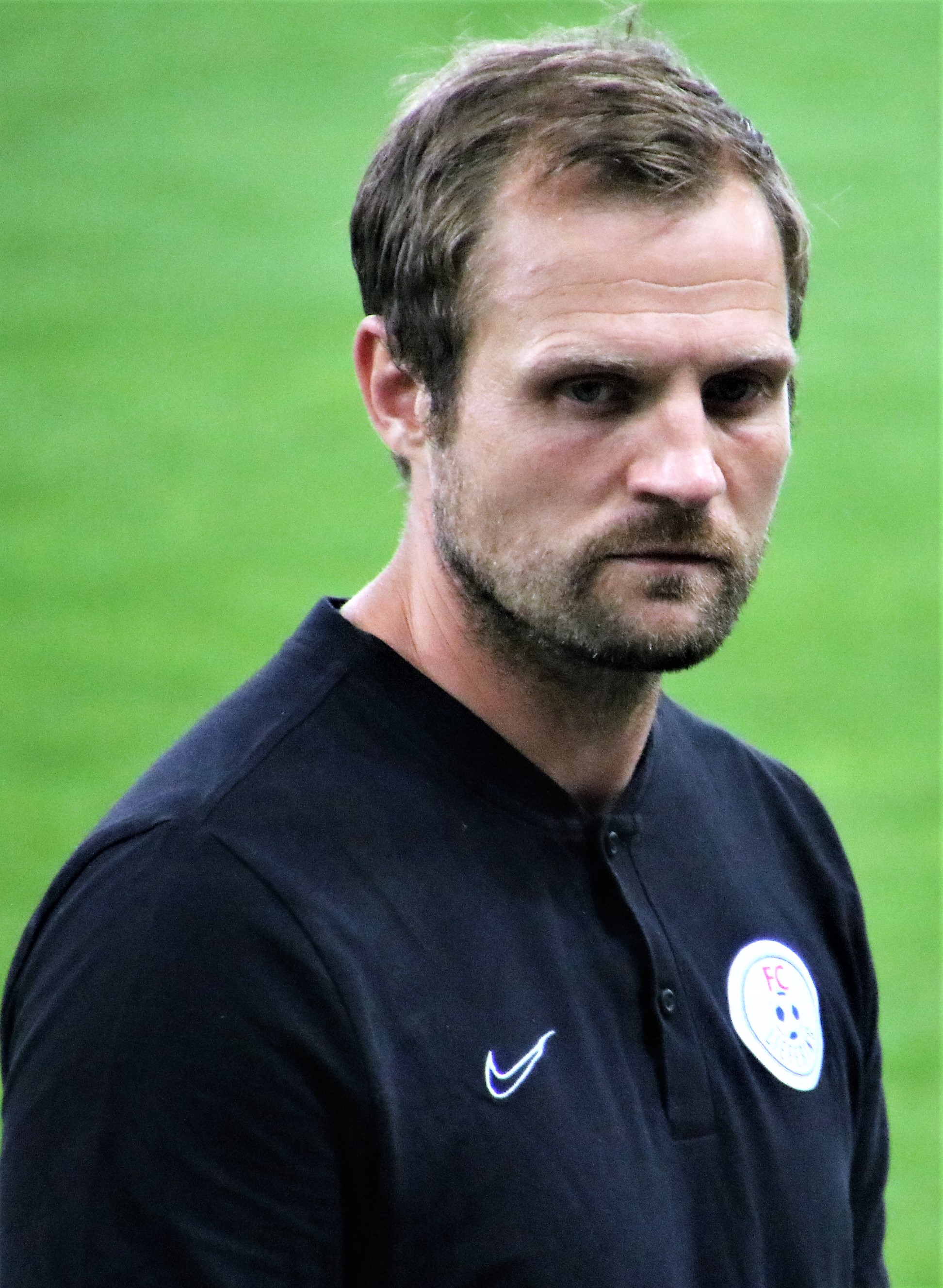
Бо Свенссон в августе 2019 года.

Перед сезоном 2019/20 возглавил австрийский клуб второй лиги «Лиферинг», являющийся фарм-клубом зальцбургского «Ред Булла». Изначально переход планировался на год позже, но по просьбе Свенссона был совершён раньше. Контракт был подписан до 30 июня 2023 года и включал опцию, позволявшую Свенссону в конце каждого сезона покинуть клуб для возвращения в «Майнц 05».
В первом сезоне под руководством Свенссона «Лиферинг» финишировал третьим позади «Рида» и «Аустрии» (Клагенфурт). В сезоне 2020/21 на момент зимней паузы клуб был вторым, уступая только «Лафницу». Во время паузы «Лиферинг» позволил Свенссону завершить контракт досрочно, чтобы возглавить «Майнц».

### «Майнц 05»
В начале января 2021 года Свенссон был назначен новым главным тренером клуба «Майнц 05», став четвёртым по счёту тренером команды в сезоне 2020/21. Днями ранее в клуб также пришли Кристиан Хайдель и Мартин Шмидт, с которыми Свенссон уже работал ранее в «Майнце». После 14 туров команда занимала 17-е место в таблице, имея на счету всего шесть очков. В следующих 12 матчах перед мартовским перерывом на матчи сборных «Майнц 05» набрал 18 очков и впервые после восьмого тура покинул зону вылета во Вторую Бундеслигу. По итогам сезона команда Свенссона набрала 39 очков и заняла 12 место в Бундеслиге. Заработав 32 очка во втором круге чемпионата, «Майнц 05» провёл свой лучший второй круг в истории.
За весь сезон 2021/22 команда ни разу не была под угрозой вылета и заняла 8 место в чемпионате. В январе 2022 года Свенссон стал первым тренером Бундеслиги, который получил дисквалификацию за четыре полученные жёлтые карточки. Всего за сезон ему было показано семь жёлтых карточек.
Сезон 2022/23 «Майнц 05» закончил на девятом месте, отстав от позиции, дающей место в Лиге конференций, на четыре очка.
После серии из девяти матчей без побед в начале сезона 2023/24 и вылета из Кубка Германии от «Герты», игравшей во Второй Бундеслиге, Свенссон покинул «Майнц 05» по взаимному согласию сторон.

### «Унион» (Берлин)
Перед началом сезона 2024/25 стал новым главным тренером берлинского «Униона». Команда начала сезон хорошо, занимая пятое место в таблице с 14 очками после седьмого тура. За многообещающим стартом последовала серия из 8 матчей без побед в чемпионате и вылет из Кубка Германии от «Арминии» (Билефельд) из Третьей лиги. Во время зимней паузы Бо Свенссон был уволен. На тот момент «Унион» занимал 12 место в лиге, имея на счету 17 очков в 15 играх.

## Личная жизнь
Будучи игроком, выступал под руководством таких тренеров, как Юрген Клопп и Томас Тухель, которые достигли больших успехов в европейском футболе. По собственному признанию, он многому научился у обоих и вряд ли стал бы тренером без их влияния.
До профессиональной карьеры в футболе увлекался литературой. После окончания карьеры в 2014 году планировал стать учителем, пока новый главный тренер «Майнца» Каспер Юльманн не пригласил его в свой тренерский штаб, с которым он продолжает поддерживать дружеские отношения.
Женат и воспитывает трёх детей. Во время работы в «Лиферинге» его семья продолжала жить в Майнце, из-за чего он часто ездил туда из Зальцбурга в свободное время.
Во время выступлений за «Боруссию» (Мёнхенгладбах) общался в основном на английском языке и выучил немецкий только после перехода в «Майнц 05».

## Достижения

### В качестве игрока
«Копенгаген»
- Чемпион Дании (4): 2000/01, 2002/03, 2003/04, 2005/06
- Обладатель Кубка Дании: 2003/04
- Обладатель Суперкубка Дании (2): 2001, 2004
- Чемпион Королевской лиги (2): 2005, 2006

## Статистика

### Матчи Свенссона за сборную Дании
| Матчи Свенссона за сборную Дании | Матчи Свенссона за сборную Дании | Матчи Свенссона за сборную Дании | Матчи Свенссона за сборную Дании | Матчи Свенссона за сборную Дании | Матчи Свенссона за сборную Дании |
| -------------------------------- | -------------------------------- | -------------------------------- | -------------------------------- | -------------------------------- | -------------------------------- |
| №                                | Дата                             | Соперник                         | Счёт                             | Голы Свенссона                   | Соревнование                     |
| 1                                | 27 мая 2006                      | Парагвай                         | 1:1                              | —                                | Товарищеский матч                |
| 2                                | 29 марта 2011                    | Словакия                         | 2:1                              | —                                | Товарищеский матч                |
| 3                                | 4 июня 2011                      | Исландия                         | 2:0                              | —                                | Чемпионат Европы 2012 (отбор)    |

Итого: 3 матча / 0 голов; 2 победы, 1 ничья, 0 поражений.

## Тренерская статистика
| Лиферинг       | 12 июля 2019  | 4 января 2021   | 43  | 23 | 11 | 9  | 053,49 |
| Майнц 05       | 4 января 2021 | 2 ноября 2023   | 105 | 38 | 27 | 40 | 036,19 |
| Унион (Берлин) | 1 июля 2024   | 27 декабря 2024 | 17  | 5  | 5  | 7  | 029,41 |
| Всего          | Всего         | Всего           | 165 | 66 | 43 | 56 | 040,00 |